# Leptophion samari
Leptophion samari là một loài tò vò trong họ Ichneumonidae.